# Мерилилаун
Мерилилаун (VIII век) — мученик Реймсский. День памяти — 18 мая.
Святой Мерилилаун (Merililaun), иначе Меролилаун (Merolilaun) или Меролитэн (Merolitain) был британским или шотландским паломником, отправившимся в Рим. Он был убит неподалёку от Реймса, на берегу реки Эны. Его мощи были тайно погребены. Впоследствии их обрели благодаря небесному предзнаменованию. В настоящее время они почивают в храме святого Симфориана в Реймсе (или в Витри-ле-Реймсе).